# Seznam madžarskih pevcev
Seznam madžarskih pevcev.

## A
- Zoli Ádok

## B
- Friderika Bayer
- Boggie (Boglárka Csemer)
- Bogi (Boglárka Dallos-Nyers)
- János Bródy

## C
- Dénes Csengey ?
- Csézy (Erzsébet Csézi)
- Attila Csihar

## D
- Gyula Deák Bill
- Gjon Delhusa
- Tibor Donászy

## F
- Gábor Alfréd Fehérvári
- László Fischer
- László Földes - Hobo
- Freddie
- Nikolett Füredi

## H
- Judit Halász
- Hobo (László Földes)

## K
- András Kállay-Saunders
- Ákos Kovács
- Kati Kovács

## L
- Mónika Lakatos

## M
- Leslie Mándoki
- Mónika Juhász Miczura

## N
- Feró Nagy

## P
- Ilka Pálmay
- Joci Pápai
- Anna Pásztor
- Egon Póka

## R
- Sándor Révész
- Magdi Rúzsa

## S
- Sarvari ?
- Lóránt Schuster
- Márta Sebestyén
- Csaba Szigeti
- Andrea Szulák

## T
- Tibor Tátrai
- Péter Tunyogi

## V
- Csaba Vastag
- Gyula Vikidál

## W
- Kati Wolf
- Peter Wolf

## Z
- Jimmy Zámbó
- János Závodi